# Національне географічне товариство

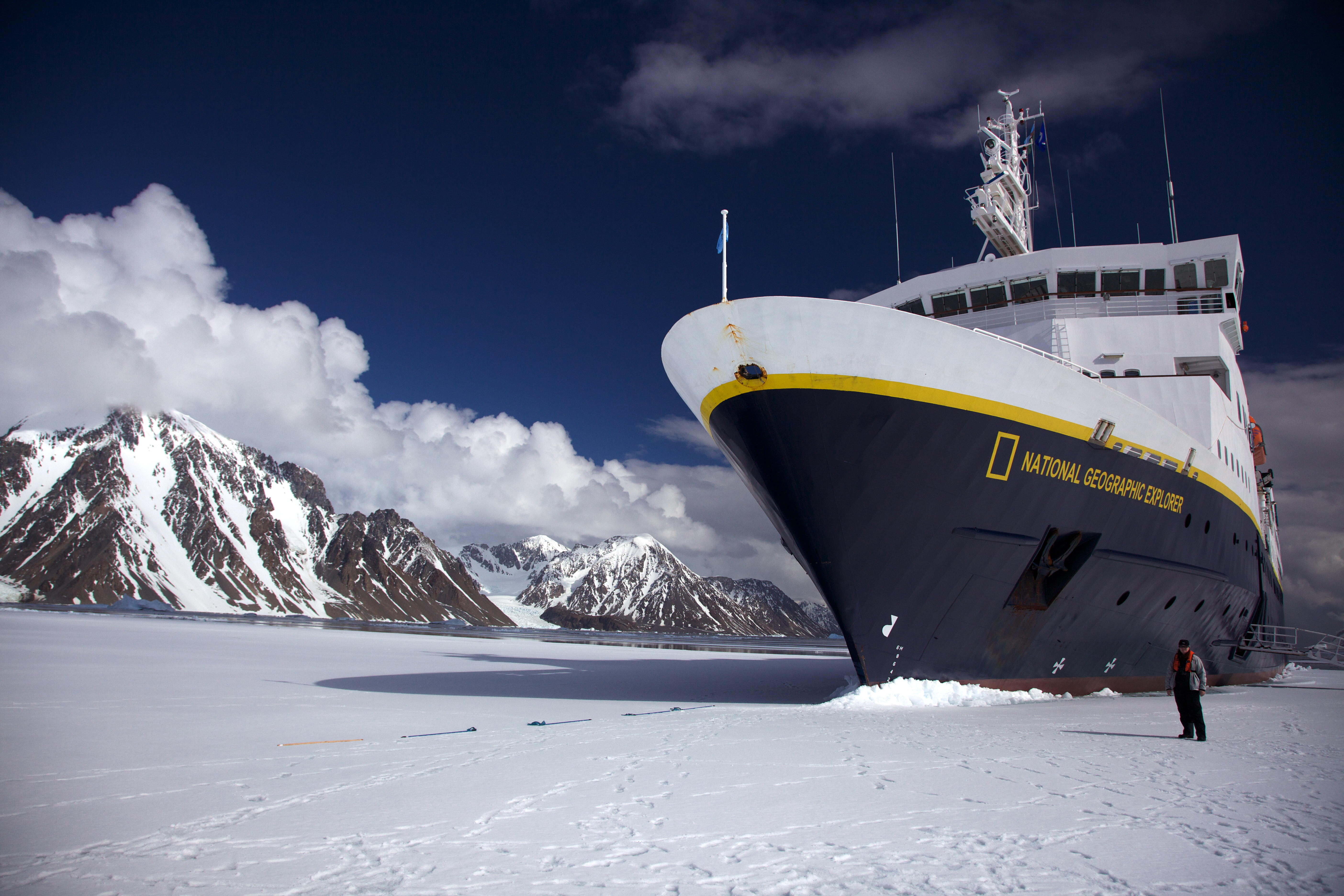
Судно «National Geographic Explorer» біля узбережжя Антарктики, 2008

Національне географічне товариство (англ. National Geographic Society) — одна з найбільших наукових і освітніх організацій. Було засноване 27 січня 1888 року у Вашингтоні, США. Засновниками стали 33 дослідники, які отримали запрошення обговорити «доцільність організації товариства, що сприяє примноженню та поширенню географічних знань», серед них були — Адольф Вашингтон Грилі, Гардінер Грін Хаббард, Джордж Кеннан, Вільям Долл та інші.
1969 року астронавти космічного корабля «Аполон-12» доставили прапор «National Geographic Society» на поверхню Місяця.
У 1986 році пілотований підводний апарат Алвін брав участь у дослідженні уламків Титаніка та багато з фотографій експедиції були опубліковані в журналі Національного географічного товариства, яке було головним спонсором експедиції.
Національне географічне товариство видає книги (англ. National Geographic Books); ряд часописів, найвідомішим з яких є National Geographic (журнал), перший номер якого вийшов у жовтні 1888 році. З 1997 року товариство випускає відеопередачі для телеканалу National Geographic Channel. Товариство також спонсорує дослідницьку діяльність.

## Нагороди від Товариства
- Медаль Габбарда (англ. Hubbard Medal) — найвища нагорода, яку Товариство вручає за видатні географічні відкриття і дослідження. Медаль засновано на вшанування пам'яті першого Президента Національного Географічного товариства Гардінера Гріна Габбарда. Її виготовляють із золота і традиційно нагороду вручає Президент США.
- Медаль Олександра Грема Белла (англ. Alexander Graham Bell Medal) — нагорода за винятковий внесок у географічні дослідження. Нагороду названо на честь Олександра Грема Белла, вченого, винахідника телефону та другого Президента Національного Географічного товариства. Її вручали двічі — у 1980 і 2010 роках.